# انکوب مزه علی
انکوب مزه علی (انگلیسی: Ancoub Mze Ali؛ زادهٔ ۱۱ فوریهٔ ۱۹۹۶) بازیکن فوتبال اهل فرانسه است.
از باشگاه‌هایی که در آن بازی کرده‌است می‌توان به باشگاه فوتبال نیس اشاره کرد.
وی همچنین در تیم‌های ملی فوتبال زیر ۱۷ سال فرانسه و اتحاد قمر بازی کرده‌است.